# Позьжадло (Любуське воєводство)
Позьжадло (пол. Poźrzadło) — село в Польщі, у гміні Лаґув Свебодзінського повіту Любуського воєводства.
Населення — 192 особи (2011).
У 1975-1998 роках село належало до Зеленогурського воєводства.

## Демографія
Демографічна структура станом на 31 березня 2011 року:
|          | Загалом | Допрацездатний вік | Працездатний вік | Постпрацездатний вік |
| -------- | ------- | ------------------ | ---------------- | -------------------- |
| Чоловіки | 108     | 25                 | 70               | 13                   |
| Жінки    | 84      | 14                 | 49               | 21                   |
| Разом    | 192     | 39                 | 119              | 34                   |